# Curd Bahrt
Curd Werner Wassersleben Bahrt (født 1960) er en tidligere dansk atlet medlem af IF Gullfoss fra 1985 KTA og nu veteran i Amager AC.
Bahrt var fire gange medaljør ved de danske mester i kuglestød.
Curd Bahrt er bror til Claus Bahrt.

## Danske mesterskaber
- Sølv 1987 Kuglestød 16,14
- Sølv 1986 Kuglestød 16,09
- Bronze 1985 Kuglestød 15,02
- Sølv 1983 Kuglestød 15,89

## Personlig rekord
- Kuglestød: ?